# Зорянка (фабрика)
Фабрика «Зорянка» у Кропивницькому є провідним виробником верхнього одягу і має велику репутацію завдяки своєму внеску в галузь моди та швейної промисловості в цілому. Підприємство відзначається високим ступенем спеціалізації та високоякісною продукцією.
Фахівці «Зорянки» спеціалізуються у виробництві різноманітного асортименту жіночого одягу. Серед їхньої продукції — пальто, жакети, плащі, куртки, сукні, спідниці, штани, зимові й демісезонні куртки та плащі. Найвищі стандарти якості та творчі дизайнерські рішення роблять продукцію фабрики особливо популярною серед відомих торгових марок.
Замовниками «Зорянки» були навіть світові відомі бренди, такі як «Prada», «SANDRO», «KOKAI», «CAROLL», «Cop.copine», «Marks & Spencer», «BEST», «FAY» та інші, з деякими співпрацює і по сьогоднішній день — «Betty Barklay», «Gil Bret», «Vera Mont», Завдяки високотехнологічному обладнанню, такому як САПР і розкрійний комплекс від фірми «LECTRA», а також швейне обладнання від «PFAFF», «DURKOPP ADLER AG», «STROBEL», «JUKI», «JACK», фабрика забезпечує ефективний виробничий процес. Кілька цехів, включаючи експериментальний, розкрійно-підготовчий, швейні та механічний, гарантують повний цикл виробництва, від крою до прасування та комплектування.
З «Зорянкою» пов'язана команда понад 300 висококваліфікованих працівників, які забезпечують високий стандарт якості та свій внесок у галузь виробництва одягу.

## Історія

### 1922—1925 роки
У 1922 році було започатковано історію підприємства, яке стало важливим гравцем у швейній промисловості. Засноване на ідеї розширення виробництва військового одягу, підприємство почало свою діяльність у невеликій майстерні, з 10 майстрами та 10 швейними машинами. Індивідуальні ремісники також приєдналися до нового проекту, переносячи свої ремісничі машини на фабрику.
На початку 1923 року кількість майстрів-швейників на Єлисаветградській швейній фабриці зросла до 30 осіб, які працювали над індивідуальними замовленнями на 35-ти швейних машинах різних класів. Зокрема, використовувалися машини класу 16 і 31. У той період фабрика знаходилася в скромному двоповерховому будинку на перехресті вулиць Дворцова і Велика Перспективна.
На відміну від сьогодення у 1922 році фабрика не мала цехів і бригад. Тим не менше, під керівництвом першого директора, Абрама Львовича Ланцмана, фабрика невдовзі визначилася як відомий виробник швейної продукції. Ланцман очолював підприємство до 1934 року, впроваджуючи нові цехи, зокрема, закрійний цех і пошивний цех, з чисельністю працівників 6 та 35 осіб відповідно.

### 1926—1928 роки
На кінець 1926 року було запроваджено новий метод пошиття на фабриці, що суттєво підвищило ефективність виробництва. 1 березня 1927 року колектив підприємства переїхав до нового приміщення, розташованого на перехресті вулиць Преображенська та Велика Перспективна. Починаючи з цього року, усі вироби на фабриці виготовлялися за поточним методом.
Поступово збільшувалася кількість працівників, і фабрика придбала нове обладнання. Асортимент виробництва розширювався, включаючи напівпальта для чоловіків, чоловічі штани, костюми та дамські пальта. Фабрика активно отримувала замовлення на свою продукцію з різних міст країни, таких як Москва, Ленінград, Харків, Одеса та інші.
На центральному ринку міста були відкриті три магазини фабрики, які спеціалізувалися на реалізації швейних виробів. Ці торгові точки допомагали фабриці розширювати свої канали збуту.

### 1929—1948 роки
У середині 1929 року швейна фабрика розширила свої можливості шляхом інтеграції панчішної фабрики, в якій працювали 80 фахівців. Ця інтеграція дозволила панчішній фабриці стати одним з ключових цехів швейної компанії. На початку 1930 року до складу підприємства також входила ґудзикова фабрика, яка функціонувала як ґудзиковий цех. Цей цех налічував 200 робітників і був обладнаний 10 штампувально-оздоблювальними верстатами.
Від 1931 до 1941 року швейна фабрика пережила період інтенсивного росту, в якому вдалося значно збільшити обсяг виробництва, розширити асортимент продукції та підвищити якість товарів. Однак в період війни підприємство стало об'єктом руйнувань, і його відновлення стало завданням працівників самого підприємства.
18 січня 1944 року, всього через тиждень після звільнення міста від окупантів, фабрика розпочала виробництво готової продукції, включаючи військове обмундирування, медичні і маскувальні халати. Це свідчить про важливу роль, яку відігравало підприємство в періоди важких випробувань, а також його важливий внесок у галузь виробництва та підтримку потреб військових та медичних сфер.

### 1949—1969 роки
Протягом десятиріччя з 1949 по 1958 рік колектив швейної фабрики працював у ритмічному та систематичному режимі, дотримуючись щоденного виконання і навіть перевиконання виробничих планів. У цей період також активно велися будівельні роботи для створення нового виробничого корпусу швейної фабрики.
На початку 1958 року асортимент продукції фабрики був дуже різноманітним, включаючи виробництво чоловічих і жіночих костюмів, чоловічих і хлопчачих штанів, ватних тілогрійок і шаровар, шкільних пальто, жіночих спідниць, а також пальт для жінок і дівчат. У 1959 році Кіровоградська швейна фабрика переїхала до нового виробничого корпусу, який залишається основною локацією підприємства й до сьогодні.

### 1970—1991 роки
Починаючи з 1970 року, Кіровоградська швейна фабрика стала складовою частиною Київського виробничого швейного об'єднання «Спецодяг», яке є частиною державної корпорації «Легтекс» в Україні. Головним напрямком діяльності підприємства є виготовлення швейних виробів для військових і цивільних потреб. У 1976 році Кіровоградську швейну фабрику очолив Володимир Ілліч Курбатов. Його лідерські здібності сприяли значному розвитку легкої промисловості, а також збільшенню випуску високоякісних виробів.
Протягом 22 років, аж до 1992 року, підприємство успішно виконувало Державне замовлення від Міністерства Оборони СРСР, забезпечуючи армію та населення продукцією протихімічного захисту. Це свідчить про важливу роль підприємства в періоди геополітичних викликів та його внесок у національну безпеку.

### 1992—1994 роки
Починаючи з 15 квітня 1992 року, на Кіровоградській швейній фабриці було припинено повністю виробництво спеціалізованих виробів, які виготовлялися за спеціальною технологією з використанням прогумованих тканин. Виробничі цехи № 1, 2, 3, 4 та інші дільниці пройшли демонтаж та переорієнтувалися на виробництво цивільного асортименту, такого як блузи та спідниці для жінок, жіночі костюми, зимові пальта для жінок з натуральним хутром та інші товари.
З 1994 року фабрика встановила співпрацю з німецьким підприємством «Йоган Харьюнг» та почала виготовляти вироби на давальницькій сировині. Виконувала замовлення відомих фірм Німеччини, таких як «Oktavia», «La Vi», «Hekko», «Artlender». Згідно з Наказом Державного Комітету України з легкої і швейної промисловості № 189 від 19 вересня 1994 року, Кіровоградська швейна фабрика перетворена відкрите акціонерне товариство і офіційно отримала нову назву — Відкрите акціонерне товариство "Кіровоградська швейна фабрика «Зорянка» (ВАТ КШФ «Зорянка»).

### 1994—сьогодення
У період з 1994 по 2008 роки Кіровоградська швейна фабрика успішно встановила надійні виробничі відносини з такими визначними фірмами як «Montana», «Stallman», «Kaiser», «BAF», «HC Fashion», «Cosma», «Wendihill», «Lenner Cordier», «Lenner Inys», «Reggi Design», «Bauikema Fashion», представниками Німеччини, Голландії, США, Франції, Великої Британії. За результатами своєї діяльності 2004 року підприємство отримало звання переможця обласного конкурсу «Найкращий роботодавець 2004 року» та «Найкращий роботодавець з організації безпечного ведення робіт».
У визнання великого особистого внеску у розвиток легкої промисловості та високі стандарти виробництва, Курбатова В. І. було нагороджено почесним званням «Заслужений працівник промисловості України» за Указом Президента України від 12 червня 1998 року. У той же період він отримав Орден «За заслуги» III та II ступенів від Президента України.
У визнання видатних заслуг перед громадою міста Кіровограда, директору фабрики В. І. Курбатову було присвоєне звання «Почесний громадянин міста Кіровограда» 3 вересня 2009 року. Підприємство систематично оновлює свою матеріально-технічну базу, дозволяючи використовувати передові технології обробки швацьких виробів та постійно розширювати асортимент продукції.
Згідно протоколу № 25 річних загальних зборів акціонерів від 12 квітня 2017 року, підприємство було перейменовано на приватне акціонерне товариство «Швейна Фабрика „Зорянка“».